# Jagged
Jagged es un álbum del cantante británico Gary Numan que fue lanzado el 13 de marzo de 2006 por Cooking Vinyl Records.

## Lista de canciones
1. Pressure
2. Fold
3. Halo
4. Slave
5. In A Dark Place
6. Haunted
7. Blind
8. Before You Hate It
9. Melt
10. Scanner
11. Jagged